# Visoca, Soroca
Visoca este un sat din raionul Soroca, Republica Moldova. Este amplasat la 40 km de la centrul raional Soroca.
La sud de sat, sunt amplasate movile recifale, arie protejată din categoria monumentelor naturii de tip geologic sau paleontologic.

## Istorie

### Perioada Moldovei Medievale
Legende. Istoria Visocii începe cu mănăstirea legendară, „Visokii Deal”, ce ar fi fost pe locul bisericii actuale (Vasile Trofăilă, Visoca, Chișinău, 1999, p. 66), și satul dispărut, Pelenia, ce era la 4 km spre apus, lângă drumul militar șleahul turcului. O legendă spune că pelincenii s-ar fi ascuns în pădure, de urgia turcilor, iar aceștia i-ar fi dat foc "pădurii unde era viața". Cei scăpați s-au strămutat sub mănăstire, întemeind satul Visoca, iar aceea s-a numit "Pădurea Vie". Altfelzis, Pelenia, ce era pe șleah, a fost satul vechi. Nu se știe când a fost această îndepărtare a țăranilor de la drumul militar într-un loc mai liniștit, precum - nici de când era Pelenia (Ibidem, p. 3-4). 
Că boierul Fetea a fondat satele din valea ce-i poartă numele, adică Cartofleanca (parte din Cotova) și Visoca, e o altă legendă, la fel de veridică, și de acte confirmată. Aceasta o răstoarnă pe cea prea populară, ce povestește diferit de o careva fată. Valea lui Fetea figurează pe harta Rusiei Țariste cu numele Feta(Planul lui Schubert, 1868-1893, f. 27-6), iar un boier cu acest nume a fost în sfatul țării, pe timpul lui Alexandru cel Bun. Rămâne loc de cercetare la întrebarea, dacă acest Fetea a primit ca vislujenie (donație domnească de moșie pentru bună slujire la curte) această vale, sau altul, și când apare satul Visoca(T. Țopa, V. Trofăilă, Localitățile Republicii Moldova, Chișinău, 2017, Vol. 15, p. 262)?
Atestarea din 1439 - o greșeală neîntâmplătoare. Într-un act domnesc din acest an figurează o moșie cu prisacă, anume Visoka Paseka, aproape de Botna, ce aparținea mănăstirii Probota împreună cu mai multe sate din jur, printre care și satul Geamăna. Această prisacă mai figurează în acte de întărire domnească din 1443 și 1466, tot ca moșie a aceleiași mănăstiri. Această moșie cu prisacă, pe locul căreia demult nu există localitate, era știută la curte și ca Visoca de lângă Geamăna, iar satul din părțile Sorocii, format cam odată cu ea, era numită Visoca de sub Dealul Înalt. Între aceste două moșii fiind o distanță considerabilă, localnicii din Visoca de sub Dealul Înalt au auzit, pentru prima oară, de cealaltă de la străini și, crezând că Geamăna de lângă Visoca e dealul estic, sub care e așezat satul, așa l-au numit, atunci demult, fără să știe de existența satului Geamănă (Ibidem, p. 4-7).
Deși încă nu s-a aflat atestare clară despre Visoca, mai veche de 1599, datele cercetate și concluziile logice arată că Visoca anume în prima jumătate a secolului XV s-a întemeiat. Deși anul 1439 scrie de Visoca de lângă Geamăna, prin toponimul cu indice adăugat în act pentru evitarea confundării (ce iată că tot s-a făcut), spune indirect de existența unei localități similare.
Astfel, satul Visoca este menționat documentar pentru prima dată într-un document emis la 13 iunie 1599:
„Suret de pe ispisoc sârbesc dela Ieremia Movilă voievod. Let 7107 <1599> iunie 13.

Precum au venit înaintea noastră și înaintea tuturor boierilor noștri ai Moldovei, mari și mici, al nostru credincios Necoră logofăt și au pârât pe Havriș, pe Matieș, și pe Pricop, și pe Radul, zăcând precum ei au făcut satul Burdujănii, ce este la fântâna La Trei Hârtoape, sub dumbravă, între hotarul satelor lui: Cutova și Visoca. Iar cei de mai sus ziși oameni, Havriș și cu răzeșii lui, așa au răspuns precum nu este acel sat între hotarul satelor lui de mai sus scriși, ci ei au făcut acel sat în loc pustiu. Și au arătat nouă și un ispisoc de danie și de cumpărătură pe loc pustiu, dela Ioan voievod.

Deci la aceasta, domnia mea și cu tot sfatul nostru i-am judecat pe dânșii după legea țării și am ales doi boieri, ale noastre credincioasă slugi, pe Ciomărtan vătav de hănsari și Manoila pârcălab de Soroca și i-am trimis pe dânșii acolo, ca să strângă oameni buni și bătrâni și să socotească cu dreptate de este acel sat anume Burdujănii făcut în hotarul satelor Cutova și Visoca, precum au zis credinciosul logofătul nostru Necoră, sau nu.

...

S'au scris în Suceava.

Stroici mare logofăt au învățat și au iscălit.”
Șleahul Turcului lega Stânca Vămii(Otaci) cu drumul militar Suceava-Soroca, la locul unde avea să fie mai apoi Bălții. Aceasta ar fi fost de pe timpul lui Sf. Ștefan cel Mare, după ce Tighina a trecut sub Imperiul Otoman, în 1484, iar Soroca urma să devie punct militar însemnat: vamă, cetate, ținut... cum arată istoria localității.  
Tot în 1484 a fost și lupta de la Catlabuga, de unde s-a întors la baștină cel puțin un supraviețuitor ce a lăsat urmași, care neam este vechi anume în Visoca. Nu se știe dacă "cel de la Catlaguga" s-a întors la Pelenia sau, deja la Visoca, dar acest nume spune de vechimea comunității. Primul val de strămutare ar fi fost cam pe atunci când au dat năvală primele hoarde tătărești și când au trecut primele oști pe noul drum militar.

Dar Pelenia a existat, ca sat, încă multă vreme concomitent cu Visoca, ce apare în acte tocmai în 1599, ca localitate așezată. Asta s-a petrecut deoarece Pelenia a fost repopulată cu refugiații altui sat dispărut în preajmă, în sec. XVII, anume Burdujenii Sorocii, precum e scris mai jos.
În 1703 Pelenia este cumpărată de mănăstirea Neamț, cu 95 de oi cu miei lor(T. Țopa, V. Trofăilă, Localitățile Republicii Moldova, Chișinău, 2017, Vol. 15, p. 265).
Printr-o carte domnească din 1765, Grigore Ghica al III-lea împuternicește pe egumenul Varlaam de la mănăstirea Neamț ,,să stăpânească și să dijmuiască această moșie din ținutul Sorocii" (Vasile Trofăilă, Visoca, Chișinău, 1999, p. 3). 
Cartea arhimandritului Macarie (Ciolpan) de la Cernica, numită Neisihasmul Paisian: reândobândirea vieții noastre bisericești, scrie că Burdujenii Sorocii se mai numea și Pelenia, care lucru e adevărat pe jumătate.  (T. Țopa, V. Trofăilă, Localitățile Republicii Moldova, Chișinău, 2017, Vol. 15, p. 266). 
Recensămintele din 1772-1773 și din 1774 arată că în Pelenia erau 30 și respectiv 39 "case locuite". Aici trăiau 27 moldoveni, un sârb și un evreu, erau două fețe bisericești. În 1867 Pelenia era un loc pustiu(Egunov Andrei Nicolae//V. Trofăilă, Visoca, Chișinău, 1999, p. 3). Pelenia figurează pe harta lui von Raan, din 1788-1790, iar harta Geometricească, a moșiei Peliceni și Șalviri, din 1801, indică Șleahul cel mare la Movilău, pe marginea estică a căruia este satul Pelenia, cu stație poștală și magazin, biserică și cimitir (T. Țopa, V. Trofăilă, Localitățile Republicii Moldova, Chișinău, 2017, Vol. 15, p. 266). Harta topografică-militară, din a doua jumătate a secolului XIX, indică aici doar un punct de strajă permanentă, cu numele Pelenia(Planul lui Schubert, 1868-1893, f. 27-6).
Burdujenii Sorocii au fost un sat răzășesc la hotarele Visocii, fondat ilegal, cu 2 km la sud de Pelenia și desființat apoi la poruncă domnească, după un rând de judecăți, a căror acte scriu și de satul Visoca. 
Nicoară Prăjescu logofătul, vărul lui Ieremia Movilă, este dar primul stăpân (aflat în acte) al Visocii. Acesta a dat urmașilor răzășilor: Havriș, Mateiaș, Pricop și Radu a patra parte din locul pustiu pe Eleșăuca și ei au întemeiat acest sat, care lucru a fost condamnat de domnitor. A urmat o judecată lungă și grea. În scrisoarea lui Nicoară Prăjescu scria: 
,,Maria ta... Până a veni aici, noi ne-am tocmit cu acești oameni, singuri, de bună voie, de nimeni siliți, și eu le-am dat lor pentru satul Burdujeni a patra parte dintr-un loc pustiu ci-i pe Căenari, ținutul Sorocii, la fântâna (La Trei Izvoare) pe Eleșăuca, ci-au fost sub ascultare hotarului satului Visoca, pentru că au dat satul Visoca 12 boi pentru o moarte de om ci s-au făcut acolo, la un loc pustiu, în zilele lui Petru voievod" (V. Trofăilă, Visoca, Chișinău, 1999, p. 8).
Deci, Visoca era cu aceleași hotare și pe timpul lui Petru Șchiopul. La fața locului au fost trimiși: Cemârtan vătavul de husari și Mănoilă pârcălabul de Soroca, care au mărturisit că ,,oameni buni și bătrâni" au spus că Burdujenii e așezat pe hotarul Cotovei, Visocii și Crivcenilor ,,și nu este, nici nu au fost loc pustiu" (Ibidem, p. 9). 
Pământul a fost întors lui Nicoară, atunci în 1599, dar peste 9 luni acesta îl dă în stăpânire lui Sava Ivol postelnicul, o rudă a sa. Ieremia Movilă fugise în cetate la Hotin, de urgia lui Mihai Viteazul, iar Nicoară e nevoit să pribegească în țara Leșească, și pentru învinuiri de furt din partea celorlalți movilești. Deci se întoarce tocmai când vine la domnie Ștefan Tomșa al II-lea, și stăpânește iarăși Visoca, împreună cu cumnatul Dumitru Molodeț, între 1612-1616. În 1617 Radu Mihnea îi întoarce lui Nicoară (legal) moșiile:
,,M-am milostivit și i-am întors... și i-am întărit dreptele ocine și dedine și cumpărătură, toate satele, câte le are... și satul Cotova pe Căinarii cu iazuri și mori, și satul Visoca, de asemenea la obârșia Căinarului, și satul Crivcenii, care este în ținutul Sorocii..." (Ibidem, p. 12). 
Dar Nicoară are iarăși judecată domnească cu răzășii Havrișești de la Burdujeni. În 1619 Gașpar Grațiani îi întărește lui Nicoară "siliștea Burdujeni" spunând: 
,,Le-am dat hotarnici pe sluga noastră, Toader Moțoc și Miron aprodul din Samoleuca". Aceștia îi scriu lui vodă, în 1620, că ,,Havrișeștii... de legea noastră n-au ținut. Ce s-au luat și înaintea Mariei tale..." (Ibidem, p. 12). 
A fost dată porunca să fie desființată siliștea Burdujeni, care lucru nu se cunoaște când s-a făcut, dar populația s-a strămutat - unii în Pelenia, alții în sate vecine de răzeși. Nicoară Prăjescu a stăpânit Visoca până în 1622, când a trecut la cele veșnice.  
Dinastia Nicoreștilor și alți moșieri ce au stăpânit Visoca în sec. XVII, au fost: Ionașco Prăjescu postelnicu, fiul lui Nicoară, apoi Toderașco Prăjescu, fiul lui Ionașco. Iar de la Nicorești până la 1702, stăpâni pe Visoca au fost: Ilie Șeptelici hatmanul]], socrul lui Ionașco; Alexandra, fiica lui Ilie, și Dumitrașcu Drăgușescu, soțul ei. Aceștia stăpâneau mai multe sate, iar în 1691 vând Visoca lui Moise Tănase, mare căpitan, ,,... cu vecini, cu vaduri de mori, cu păduri, cu tot venitul". Ultimul a fost înmormântat la mănăstirea Neamț, iar maica sa dăruiește Visoca acestei mănăstiri, în 1702, sub care stăpânire a fost satul până în 1873, precum e scris mai jos (V. Trofăilă, Visoca, Chișinău, 1999, p. 14//V. Trofăilă, Localitățile Republicii Moldova, Chișinău, 2017, Vol. 15, p. 265).

### Topografie Istorică
Cătunul lui Vasile Mârzacu șetrarul era sub stăpânirea acestuia în 1680 (V. Trofăilă, Visoca, Chișinău, 1999, p. 15). A avut el mai multe moșii, dar aceasta de lângă Visoca, unită mai apoi cu satul, i-a purtat numele.  
Vadul Delnița a fost ridicat, spre apărare, la marginea Visocii, spre apus, dinspre șleah și cătunul lui Mârzacu. Nu se știe când a fost ridicat vadul, dar legenda spune că sătenii slobozeau peste "Delniță" boi sălbatici, ca să puie dușmanii pe fugă. Vadul Delnița era o axă lungă de cel puțin 1.8 km, iar în jos se sfârșea unde acum e răscrucea mare. Pe locul nivelat, unde era Delnița la marginea satului, acum e drumul ce poartă acelaș nume, care fiind de aproape de 3 km, este tot o axă dreaptă și tot, în cuprinsul satului. Iar faptul că, în jos dă spre movilele recifale  - La Chetre, (în prima), până unde se întinde satul mai nou, spune că poziția vadului Delnița a fost aleasă anume după acest reper sudic, ca în cazul de nevoie, să fie lungit vadul până aici, care lucru nu s-a făcut. Iar în sus, poziția vadului a fost aleasă după relief. Peste Delniță erau: o trecere, mai la mijloc și câte una la capete.  
Podul Tolcacilor sau al împingătorilor la căruțe, e locul de unde a început satul, pe amândouă maluri; în jos - moldoveni, iar în sus - ruși-ucraineni, a căror mahalale sunt arătate ca noi pe harta din 1868-1893. Aici totdeauna erau tolcacii, și voluntari și pentru schimb de ceva, sau pentru împăcare... care oameni ajutau căruțele la amândouă urcușuri, în fața bisericii.  
Valea Eleșeuca, în dreapta căreia e Valea Pelenia și la gura căreia a fost și Burdujenii, a avut mai multe denumiri. În aceeaș hartă militară e scrisă Valea Curechilor, iar visocenii i-au spus mai mult Valea Chetrei sau Valea Sărăturilor. La locul de scoatere a pietrei, numit altădată Varnița, este un mormânt obștesc (Ibidem, p. 41-42).  
Bulata, râu ce pornește de la Visoca, e pomenită încă în 1580 , în uricul dat de Iancu Sasul lui ,,Petrea Albotă pârcalab de Soroca", pentru satul Alboteni pe Căinari. Dar în 1816 și 1817, în cartea lui A. Zașciuc, unde este descrierea hidrograhică militară a guberniei, e descrisă mai amănunțit: ,,Bolata, vale în jud. Soroca; începe prin niște hârtoape de lângă satul Visoca și satul Teleșeuca și merge... " (Ibidem, p. 10). 
Tot acolo e scris și despre Valea Feti, cea pomenită mai sus: ,,Începe de la satul Visoca și merge... până aproape de Valea Căinarului, în care intră satele Cotova și Măcăreuca. Pe partea dreaptă, în fundul văii se află satul Visoca, într-un hârtop, din stânga - satul Mălcăuți..." (Ibidem, p. 10). Gârla aceasta, ce izvorăște din Visoca, împreunându-se cu Hârtopul Mare și Hârtopul Mic, mai are câteva văi ce dau în ea: Fundoaia și valea Bulhac (din stânga) și Vâlcica Poștei și  un hârtop din Pădurea lui Balan (din dreapta). 
Vâlcica Poștei, sau Poarta Țarinii este atestată în 1817, ca localitate lângă satul Visoca, cu numele Poșta Visoca. Aparținea tot mănăstirii Neamț și avea ,,8 gospodari și 4 burlaci, 120 fălci de imaș, 10 fălci de țarină și un iezurcan de adăpat vite." (Cartografia Basarabiei din 1817). Iar ,,Moșia Visoca avea atunci 350 fălci de fânațuri, 700 fălci de imaș, 300 fălci de pământ arabil și 2 iazuri... fără pește (Ibidem, p. 45). Mahalaua Vâlcica Poștei era la răsărit de capătul de sus al "Delniței", adică de răscrucea mare, fiind despărțită de sat printr-o pădurice ca de 5 ha, ce era toată pe malul drept al văii, îndată mai jos de gura Hârtopului Mare, și nu ținea în jos această mahala decât până în dreptul Fundoaiei, care e pe malul celălalt. Vâlcica Poștei era locul de primire a veștilor și de petrecere la cale lungă, drumul Sorocii fiind altul (cel actual). (Planul lui Schubert, 1868-1893, f. 27-6). 
Pe dealul Geamăna (317m), a fost punct strategic de observare, numit "Ochean". Dealul, fiind de felul celor "singuratice" și de pe care se pot face observații la mari depărtări și în toate direcțiile, a fost printre cele cu interes militar, și nu doar pentru primire și transmitere de semnale. Unele scrieri îl clasează greșit, ca fiind printre primele din cele mai nalte, și nu din "cele de interes strategic". Mai nalte ca el în Republica Moldova sunt cel puțin 37 piscuri. (Din acestea multe, nefiind la margine de podiș, sau fiind înconjurate de altele, sau cu vârful mai neted și împădurit... nu au fost de interes strategic).  

### Epoca fanariotă
Perioada stăpânirii mănăstirești (1702-1873) a început, precum e scris mai sus, cu zapisul de danie a maicii lui Moise Tănase: 
,,Adica eu, Teofana, șetrăroaia răposatului Tănase, și cu fiul meu, postelnicul Ilie, făcut-am acest zapis al nostru la mâna părinților de la Neamț, de nimeni siliți, nici asupriți, ci di a noastră bună voie am dat danie drept sufletul răposatului fiului meu, lui Moisa; le-am dat Visoca, sat întreg, și Cotova... Așijderea am mai dat danie jumătate de sat de Burdujeni și jumătate de sat de Crivceni, carele ne sânt cumpărate de la Măricuța, fata Prăjescului... carele sânt la ținutul Sorocii... le-am dat precum le-am cumpărat noi, cu vecini..." (V. Trofăilă, Visoca, Chișinău, 1999, p. 20). Actul arată că ... aceste trupuri de moșii sunt toate la un loc, iar Pelineii sunt cumpărați de monastire...(T. Țopa, V. Trofăilă, Localitățile Republicii Moldova, Chișinău, 2017, Vol. 15, p. 165), precum e scris mai sus.
Iar mai târziu 
arhimandritul Andronic, mare duhovnic și  cărturar al vremii, scria în Istoria mănăstirii Neamț: 
,,Trecându-se din această viață trecătoare la cea veșnică, un bun boiangiu tânăr, care era mare căpitan de lefecii, anume Moise, s-a îngropat după cerința sa în soborniceasca biserică a sfintei mănăstiri Neamț, în partea de miază-noapte, unde mai pe urmă s-a făcut mormânt și lui Paisie Velicikovski. Iar binecredincioasa maică-sa, Teofana, soția lui Tănase șătrarul, împreună cu alt fiu al său, anume postelnicul Ilie, printr-un zapis al lor formal de la 14 noiembrie 1702 arată cum au dăruit... acestei monastiri Neamțul, un sat întreg, anume Visoca..." (Ibidem, p. 17). 
Urma epoca fanariotă și mărirea birurilor. Drept aceea, după legile domnești ale lui Constantin Mavrocordat, și visocenii aveau 12 zile lucrătoare mănăstirești pe an, în 1741; iar în 1749 aveau 24 zile de boieresc (Ibidem, p. 21).

### Perioada Rusiei Țariste
Istoria acestui secol dintre două războaie e împărțită pentru Visoca în două vremi, prin anul 1873, când stăpânirea mănăstirească, practic, a luat sfârșit. 
Statistici și realizări 
În 1814, în Visoca erau 62 gospodării și satul era dat în arendă, pentru 1500 lei pe an. În 1817 satul avea 94 gospodari și 4 văduve; iar în 1832, 100 gospodării (V. Trofăilă, Visoca, Chișinău, 1999, p. 22), apare Poșta Visoca și mica localitate sudică, unită apoi cu satul (Ibidem, p. 45). 
Anii 1818-1835 e timpul în care ținutul Soroca a fost desființat, iar satul Visoca a fost în ținutul Hotin. Iar între 1835-1847 Visoca, ce era iar în ținutul Soroca, a fost centrul de voloste (teritorial-administrativ) cu 13 sate, după care acesta s-a transferat la Arionești. Șleahul Bălțului a fost folosit de armată pentru ultimele dăți în 1828-1829 și 1877-1878, după care avea să rămână un simplu drum de țară (T. Țopa, V. Trofăilă, Localitățile Republicii Moldova, Chișinău, 2017, Vol. 15, p. 267-268), și doar 10 km din el aveau să ajungă, mai târziu, două segmente de șosea.
Biserica de lemn, acoperită cu paie, a fost construită în 1799, figurând apoi într-un act din 1803. De atunci până în 1813, când s-a înființat arhiepiscopia de Chișinău și Hotin, biserica din Visoca era sub cea de Huși, timp în care aici au slujit 6 preoți. Biserica de piatră, ce a ajuns până astăzi, s-a construit în 1822-1826, sub grija călugărului Monomant de la Neamț (așa a fost descifrat numele), pe același loc, pe care, după cum spun bătrânii, a fost mănăstirea medievală. În aceasta au slujit preoții: Elefterie Andronic (Moroșanu), Ioan (Coribceanu), Sofronie Elefterie (Moroșanu), Ilie (Conan), Constantin (Bucătari), Alexandru (Proțencu), Ioan (Oprea), Gheorghe (Druță), Vasile (Barbăroșie) (Ibidem, p. 276). 
Administrarea funciară și viața socială Odată cu luarea în arendă a satului, de la mănăstire de către bogătași, avea să apară și nemulțumirea țăranilor de la care, în așa caz, se cerea mai multă muncă. Acest mod de administrare a țăranilor "sub doi stăpâni", promitea o mai bună supraveghere a lucrurilor ce scăpau mai des de sub control, dar n-a fost așa să fie, când unii moșieri încercau limita puterii țăranilor sau vicleșuguri. 
Monahul Monomant a fost împuternicit de mănăstire, în 1824, pe toată moșia, când răzeșii din Teleșeuca, probabil urmași ai refugiaților din Burdujeni, au luat o parte de pământ a Visocii. A urmat un proces lung și greu, în care timp călugărul respectiv s-a îngrijit mai mult de zidirea bisericii. Din 1832 vehilul mănăstirii era călugărul Eufimie, iar satul era arendat de Constantin Tinica, registrator gubernial (V. Trofăilă, Visoca, Chișinău, 1999, p. 22). 
Cererile de lucru anual de la arendașul din 1837, Ivan Nic. Șimanski, aveau să pricinuiască mare nemulțumire a țăranilor. Acestea apăsau moral, ca un program minuțios enervabil, prin care se vede cum era atunci viața lumii de sub arendași:
,,1. Fiecare țăran să cosească o falce de fân, pe care să-l scârtuiască la locul indicat de posesor. 2. Să secere o falce de culturi păioase, să le așeze în clăi, apoi să care spicoasele cu căruțele proprii la aria stăpânului. 3. Să prășească o jumătate de falce de păpușoi, să-i secere, să-i curețe și să-i care la hambarul stăpânului. 4. Fiecare gospodar să treiere câte trei cetverturi de cereale păioase și să le dea stăpânului. 5. Fiecare țăran să presteze câte 2 zile clacă la diverse lucrări, să aducă la curtea posesorului câte 2 căruțe de lemne, să pună căruța sa de 2 ori la dispoziția arendașului pentru transportarea încărcăturilor la o distanță de până la 80 verste, iar dacă arendașul nu are nevoie de aceasta, fiecare țăran e obligat să are o falce de pământ. 6. Țăranii care n-au vite de tracțiune, să execute câte 6 zile de boieresc. 7. Fiecare femeie să toarcă câte o ocă de cânepă și una de lână. 8. Țăranii să plătească stăpânului dijma pentru fân și pentru toate semănăturile. 9. Fiecare gospodar să dea posesorului câte 2 găini, 6 ouă și un funt de unt." (Ibidem, p. 22).  
Gavriil Macovețchi a fost primul țăran visocean care a luptat pe calea scrisorilor, pentru dreptatea consătenilor săi, până la urmă. În 1847 acesta merge pentru a doua oară la Neamț-Secu, cerând ca Visoca să fie scoasă de sub arendași, altfel țăranii ,,se vor duce încotro vor vedea cu ochii" (Ibidem, p. 23). 
Mănăstirea a revenit la administrarea directă dar, din cele 5 cerințe noi, cele mai grele erau plata de ,,1100 ruble de argint pe an" și că ,,țăranii nu aveau dreptul să taie lemne din păduri și să pască vitele acolo". Totuși visocenii au îndeplinit cum li s-a cerut, dar într-al patrulea an, în 1851, începe "perioada lui Teofan", noul vehil (administrator funciar) peste care avea să cadă vina greutăților vremii (Ibidem, p. 27). 
Adică, tot pe atunci mănăstirea Neamț, ca și multe altele din dreapta Prutului, avea de trecut grele încercări. În urma legii date de ministerul cultelor, că toți monahii fără studii teologice și mai tineri de 60 ani să părăsească mănăstirile; și "secularizarea averilor mănăstirești", mulți monahi de la Neamț-Secu, trecând Prutul, au fondat Noul Neamț. Unul din cei trei fondatori de frunte a fost acest Teofan Cristea, vechilul moșiilor mănăstirii Neamț. Acesta, din râvnă mare pentru realizarea celor (arătate în biografia lui) pornite și la care nu se putea renunța ușor, atunci când s-a pomenit că are de două ori mai puțin, a cerut de două ori mai mult. 
Satul Visoca era dat la doi arendași în același timp - Ecaterima Tinica și Constantin Baltaga. Visoca, Crișcăuții și jumate de Teleșeuca le-a dat pe 3 ani pentru 15 500 ruble de argint (Ibidem, p. 27). Interesul de venit al acestora, cât de mic, în așa caz avea să cauzeze noi nemulțumiri. 
Așadar, în 1851, același țăran din Visoca, Gavriil Macovețchi, ajunge iarăși la Neamț, de unde începe lunga judecată cu Teofan, pentru toate exagerările făcute de mai mulți (Ibidem, p. 27). În 1862 vine la Visoca arhimandritul Andronic, pentru problemele mai sus scrise, în timpul cărei vizite a făcut și descrierea: 
,,Pe moșia Visoca este o dumnezeiască biserică, întemeiată de piatră și acoperită cu draniță și sfințită întru cinstea sfinților mai marilor voievozi Mihail și Gavriil în anul 1827, care are cu îndestulare... Și 2 evanghelii tipărite în limba moldovenească... 26 cărți tipărite în limba moldovenească și 20 cărți în limba slavonească și rusească... Este o clopotniță de piatră și acoperită cu draniță, în care sânt 3 clopote... Aproape de Sfânta biserică se află și un mitoc, adică un rând de case bune, pe temelie de piatră, cu mai multe încăperi tot bune, cu acoperișuri de draniță. Satul are o moară ce macină cu mașină de foc" (Ibidem, p. 24). 
În 1869 Visoca era în arenda la doi cetățeni austrieci, Grig. Oganovici și Grig. Șimanovski, pe 5 ani, după ce fusese în arenda cneazului Lev Cantacuzino (Ibidem, p. 29). Judecata de lui Gavriil N. Macovețchi s-a terminat în 1870, cu o scrisoare a lui către țarul Alexandru al II-lea al Rusiei și, cu a țarului, în 30 octombrie, același an, ce trimite vestea, la Soroca, că ,,la Visoca s-a făcut nadelu țăranilor". Țăranilor le reveneau 1424 desetine, iar mănăstirii, 2198 desetine. Unui gospodar îi reveneau 8 desetine și locul de casă. Totuși aceasta s-a făcut peste 3 ani, după sfârșitul termenului de arendare a moșierilor cetățeni austrieci (Ibidem, p. 27-28).  
Tot în 1870, în Visoca erau 147 case și tot atâtea familii, 357 bărbați, din care 8 burlaci; 343 femei, 230 cai, 1050 vite cornute mari, 959 oi. Atunci la Visoca erau 2 desetine cu pomi fructiferi, 100 cu butuci de viță-de-vie, o moară cu aburi și 4 mori de vânt (p. 28-29). Prima hartă topografică a acestor pământuri, arată 5 mori de vânt, cu 400m la răsărit de biserică, deasupra Hârtopului Mic (Planul lui Schubert, 1868-1893, f. 27-6). Bătrânii își mai amintesc de "morile lui Leonte Vrabie"(Ciuntu Nicolai D.), probabil ultimul proprietar. Părea că și la Visoca să ajungă Reforma Agrară din 1868. În 1873, conform Regulamentului țarist, moșiile mănăstirești au trecut sub stăpânirea statului (p. 29). În acelaș an vine la Visoca revizorul silvicultor Iavorski, și trece Visoca și Crișcăuții sub stăpânirea Direcției guberniale Herson. Atunci paznici ai celor 3 păduri erau numiți: "Naconecinîi", pe "Pădurea cea Mare", care era și în 1599, căci ,,siliștea Burdujeni era sub dumbravă" (p. 8); Vasilie Buhanac, pe "Pădurea lui Balan" și Simion Moscvin, pe "Pădurea Vie", care fusese tăiată pe jumate de Teofan și a fost înnoită cu stejari tineri (p. 29). Atunci în acte figura "sectorul viran Burdujeni" (p. 13).  
Peste un an, în 1874, în sat se deschide ȘCOALA PAROHIALĂ, a treia din gubernie. Aceasta era pe locul unde avea să fie "școala centrală", în afara satului, lângă drumul ce pornea de mai jos de biserică spre Geamăna, pe la cornul de sud-est al cimitirului. În 1874, pe când împuternicit era M. Buzilă, țăranii erau gata a lua în arendă 3045 desetine, cu 5 ruble de argint o desetină pe an, dar tocmai în 1910 au putut să o facă (p. 30). În 1875, Visoca și alte sate era în stăpânirea lui I. Oganóvici (p. 13). În 1888 s-a dat o lege prin care țăranii trebuiau să cumpere pământul lor într-un timp de 44 ani, "răscumpărarea obligatorie a loturilor de pământ" (p. 30). Pe toloaca de lângă biserică s-au făcut adunări obștești. În 1905, 231 capi de familie cu drept de vot, în frunte cu starostele V. Trofăilă. După vorbele și contractele propuse, țăranii au bănuit viclenie și interes ascuns.  
Așa că, tot în 1905, când a ajuns și aici vestea despre "slobodă", adică despre revoluția rusă, cineva a dat foc conacului posesorului Henciu. Moșierul a dat bir cu fugiții. Unii visoceni s-au căpătuit cu ceea ce au reușit să ia din averea lui (p. 32). CONACUL LUI HENCIU, ce era lângă școala parohială și, din cărămidă roșie, a mai slujit în perioada Regatului Român, ca local de cercuri meșteșugărești și lecții suplimentare, fiind demolat în 1944. Despre două vile boierești în afara satului spun bătrânii că au fost: una - unde avea să fie "brigada de sus", deasupra "HÂRTOPULUI GĂINĂRIEI", cel cu fața spre "Păd. Vie"; și alta - lângă drumul Sorocii, mai sus de "fântâna Anetei", unde au ieșit de sub plug cărămizi și amfore de lut (Ciuntu N.D.). 
În 1906 s-a făcut o altă adunare, cu 243 capi de familie, în frunte cu Gr. Dudnic, pentru un contract de arendă cu lista de 435 nume, și cu prețul de 14.5 ruble pe an, o desetină. Atunci au fost primii arendași visoceni, dintre care 16 au rămas fără pământ (p. 31). Măsurând localnicii, în loc de 763 desetine, au ieșit că sunt cu 21 mai puține. Pentru rezolvarea problemei, în 1910, vine la Visoca inginerul cadastral Ivașco, și măsurând împreună cu starostele D. Sandu, au ieșit cu 41 desetine mai puține. Țăranii au cerut ca suma de arendă plătită în plus să se scoată pentru următorul termen. Peste 4 ani 960 ruble, din cele 2380 plătite, s-au socotit după cererea lor (p. 31-32). În 1908, 12 familii din sat au plecat spre Siberia, unde li s-a propus pământ, dar ajungând până la Amur, s-au întors la baștină toți, afară de unul (p. 33). În 1910 mai mulți țărani visoceni țineau în arendă bucăți de pământ, printre care era și Leonte Moruz (p. 30). "HÂRTOPUL LUI LEONTE" dă în Bulata, pe malul stâng al lui fiind așezată mai apoi Slobozia-Nouă. Atunci, în 1910, la Visoca erau 380 gospodării cu 2162 suflete și 2668 desetine (p. 32). "Punctul agronomic al zemstvei" (sectorul agronomic de omologare a soiurilor de culturi de câmp) era încă de la înc. sec. XX (p. 36).  
ÎNVĂȚĂMÂNTUL. În 1904 se deschide în sat ȘCOALA LUI REABINȚU sau "școala ministerială" (p. 69), între biserică și școala parohială (locul parcului școlii). Avea două săli: una de 50 locuri și alta de 10 locuri. În 1906, în sat erau însă 214 copii cu vârsta de școală. În 1907 școala avea o singură clasă cu 99.6 arșini și singurul învățător era dn-l Morozenco. Era învățământul obligator de 4 ani (p. 69). Iar în 1909 era învățătoare Maria Gr. Reabințeva, ce lucra din 1889; învățător de religie era preotul Alexandru (Proțenko). În 1911 la școala erau 53 băieți și 3 fete. Acum era și al 3-lea înv. - M. Romanciuc, de gimnastică (p. 70). În 1912 se cere lărgirea școlii ministeriale, care lucru s-a amânat. Din 60 elevi - 7 au mers regulat la școală. Școala parohială a lucrat în paralel, având două clase (p. 70). Preoții ce au slujit în acea vreme au fost: Alexandru (Proțenco), din 1907 și Costache (Gherbanovschi), din 1913 și după război (p. 67). În 1914 au fost luați peste 50 bărbați la război. S. Bălțat nu și-a dat băiatul la război, zicând să facă așa toți. A fost arestat... mai apoi a luat parte la răscoala de la Hotin, în 1919 (p. 33). Atunci în Visoca erau 1053 bărbați și 986 femei (p. 33).

### Perioada Regatului Român
Nu e știut în ce măsură visocenii au luat parte la lupta pentru restabilirea RDM, dar în ianuarie 1919, bolșevicii, trecând podul pe la Otaci, au alungat jandarmii din mai multe sate, în jos, până la Teleșeuca, dar nu și din Visoca. Dacă în alte sate, ca Rudi, Tătărăuca Nouă, au fost încăierări și arestări, în Visoca era un comitet țărănesc de revoluționari mai pașnici, ce au ieșit aproape de Șuri să opună rezistență trupelor regale. Dar de o careva ciocnire nu s-au aflat însemnări (p. 33). În 1923-1924, în Visoca - ținutul Soroca, plasa Bădiceni, erau: ,,Primar Vrabie Andrei, notar... , Preot paroh (Gherbanovschi) Costache. 5 brutari, 8 cizmari, 4 croitori. Cooperativa de consum, din 1916, președinte Tatov Mihail"; ,,600 case, 620 menaje, 2 mori cu abur, punct pluviometric, școală primară, post de jandarmi, poștă rurală, primărie, 2 cârciumi" (p. 35). Cele 5 mori de vânt nu mai erau, iar cele cu abur nu e însemnat de când erau. În 1925 comuna Visoca cuprindea satele Dărcăuți, Mălcăuți, Teleșeuca Veche și cea Nouă (p. 35). În 1929 erau: 2002 locuitori... 12 bresle de meseriași. Punctul agronomic al zemstvei avea 50 ha pământ (p. 36).  
ÎNVĂȚĂMÂNTUL general obligatoriu a fost declarat în 1921, anul școlar fiind 1 septembrie-10 iulie. În 1924 e introdus învățământul primar al statului. Atunci în Visoca erau învățători: ,,Vasile Reabințev (fiul M.G. Reabințeva), Munteanu Nina, Polihovici Nina, Socolovsca Profira". Statistica din 1933 arată 829 copii, din care 365 elevi. Învățători: ,,Aurelia Ionescu, Vasile Reabințev, Nina Polihovici, Nadejda și Mihail Botnaru și Grigore Stratan" (p. 71). În anii 30, clasele I-IV învățau în "școala lui Reabințev", iar clasele V-VII, in "școala din sus". În clădirea conacului lui Henciu se petreceau lecții suplimentare și cercuri de creație (Ciuntu N.D.). 

### Al Doilea Război Mondial
Războiul a lovit și peste Visoca în câteva rânduri, precum, și prin regimul dur. În 1940 a fost deportat în regiunea Tomsk Șt.D. Romanciuc, iar în 1941, tot acolo, și familiile țăranilor: "Ieremia Bâcu, primarul, Feodor Catlabuga, Gh. Romanciuc, Nestor Ciuntu (împușcat peste un an), 10 suflete. În 1944 a fost dusă în regiunea Novosibirsk familia lui Nichita Vrabie (4 suflete), iar Ion Borosean și Panteleimon Rotaru - în Bașkiria. În 1945 au fost deportați Anton Borosean, frații Nicolae și Trofim V. Cojocaru, Ion V. Vrabie (p. 48). În 1941 iulie 17 un tanc german a străbătut satul, s-a ridicat pe dealul Geamăna, a tras un foc la întâmplare și a plecat (p. 40). Tot în iulie a fost omorârea evreilor și a lui Vasile Reabințev, primul învățător din sat, ce nu a avut familie ci a trăit pentru școală. Un careva (sătenii spun că era bețiv) a spus jandarmilor că Reabințev e bolșevic, și l-au crezut. Pe când mergea să cumpere pentru reparația școlii, l-au luat și l-au închis în beciul lui L. Taran, unde era și Al. Gruzin (președintele sovietului sătesc), S. Garbuz și Ion Răileanu (activiști). În noaptea următoare a fost masacru, în urma căruia doi au scăpat vii. O copilă a fost trimisă prin întuneric, de mama evreică, spre o femeie ce a crescut-o în ascuns și a ajuns om. Din mărturia evreului, către Vasile Trofăilă, care a scris: ,,După ce am fost împușcați, jandarmii ne băteau cu bâtele... Noaptea târziu cadavrele au fost aruncate în căruțe și duse la cariera Varnița. Eu mai eram în viață... Căruțașii nu scoteau nici un cuvânt... Nu știu cine a fost omul care m-a ajutat să dispar în întunericul nopții. M-am târât prin păpușoaie până la Pădurea Vie, unde am stat până în pragul iernii..." (p. 41). În acel loc, pe când se scotea piatră, mașina ieșea din funcție nemotivat, de mai multe ori când se apropia acolo. Au chemat un slujitor al Bisericii, care, după rugăciune, le-a spus să nu atingă locul căci înăuntru sunt morminte (un șofer pe camion). În 1942 a fost restabilită comuna Visoca, cu cele 4 sate mai sus numite, iar după legea nr. 181 a lui Ion Antonescu, din județul Soroca, satele Visoca, Vasilcău și Dumbrăveni trebuiau să planteze cel puțin câte 50 ha tutun, celelalte, câte 15-40 ha (p. 42).  
ÎNVĂȚĂMÂNTUL în anii războiului s-a predat după alfabetul latin (p. 42). În 1940 se revenise la cel primar de 4 ani; director era Vasile Reabințev; elevi erau 230. În 1943, octombrie, inspectorul M. Drăguleț descrie: ,,școala mixtă; director Ursu Ioan. Învățători: Stratan Grigore, Trofăilă Ignat, Polihovici Neonila, Ursu Nadejda, Ciobanu Feodot, Barbăroșie Petru și Bâcu Vladimir. Școala cu două localuri e complet necorespunzătoare pentru elevi. Sânt înregistrați 603 copii de vârstă școlară și 520 elevi. Alături de clădirea primăriei cu aspect de palat administrativ stau două localuri de școală în ruine și mizerie..." (p. 72). Acestea erau "școala lui Reabințu" și "școala din sus", la un km distanță una de alta, iar primăria-palat a fost terminată în 1942-1943, iar după 1949 avea să fie "școala cea mare", cu 6-7 încăperi, apoi, policlinică. În 1944, martie 21 forțele armatei roșii au ajuns și la Visoca, alungând forțele române. La luptă au fost luați 240 tineri, din care 89 au căzut eroi. Instruirea a fost în Republica Mari (p. 42). 

### Perioada Sovietică
DEPORTĂRILE ȘI MUNCA. Perioada a început cu ceea ce poate fi numit "continuarea războiului, până în 1949". În 1944 (când a fost demolat conacul lui Henciu) s-a revenit la sistemul sovetic de învățământ. În 1946 se deschide școala de 7 ani, în care învățau 636 elevi, după bucvarul rusesc, munceau 17 învățători, din care, 3 cu studii superioare (p. 72). În 1949 din Visoca au fost deportate în regiunea Kurgan 44 familii din peste 160 suflete (înregistrate). Coloana de camioane militare era lungă de 200 m. (p. 47-51). Vinoveți au fost, de pildă: Trofim Lisnic, care și-a cumparat cal; Nichita Trofăilă, care își făcuse vânturătoare de calibrat semințe; Dănilă Ciuntu, care a tras linie electrică până la școală și primul bec electric a luminat în 1949 (iar al doilea, peste 7 ani). Altul, în genere trebuia pedepsit căci a asamblat singur primul "tractoraș" în sat, din piese de la tancuri. Au dat foc morii lui Toader Ursu, iar toate bunurile le-au adunat în ograda lui Mihail Trofăilă, ca să fie a colhozului (p. 51), iar în casa lui a fost sovetul sătesc, oficiul poștal și biblioteca, unde mai apoi avea să se ridice palatul culturii (p. 41, 51). Pe fondalul acestei situații activa organizația "Arcașii lui Ștefan", ce nu scăpa nimic din vedere (p. 48). Tot în 1949 a fost întemeiat colhozul "Andreev", condus de preș. S. Usatîi; apoi, alte 3: "Bodionâi" - preș. A. Borosean; "Steagul Roșu" - preș. V. Catlabuga și "Bolșevic" - preș. D. Buimistru. În 1950 se deschide SMT din Visoca - 18 tractoare și 8 combine, ce deserveau 8 sate și pe lângă care se făceau cursuri de instruire tehnică. În colhozuri erau 88% din visoceni. În același an cele 4 colhozuri s-au comasat în două, iar în 1953 se formează unul singur - "Andreev", condus de preș. I. Cazacu, pe care lumea l-a alungat din sat. În 1956 colhozul numit "Pravda" cumpără tehnica SMT-ului desființat, iar în 1966 avea 33 tractoare, 8 combine, 20 autocamioane (p. 52). Visoca a fost în 4 raioane: Zgurița, Otaci, Soroca și Dondușeni (p. 53). În 1959 s-a încercat închiderea bisericii. Trei inși au vandalizat lăcașul, legând de clopote un biet câine viu. Sătenii creștini s-au adunat în grabă la cârmuirea colhozului, ce era în casa deportatului Nazarie Avricencu, și făcând mare gălăgie cu amenințări asupra președintelui, acesta a cedat și biserica a funcționat. Cel ce legase câinele a murit în chinuri grele (p. 67-68).
ÎNVĂȚĂMÂNTUL în anii 1951-1957 la școala medie era cu plată - 150 ruble pe an. Școala era una din cele mai mari din RSSM, având 8 localuri împrăștiate prin sat, cu câte 2-3 săli de clasă fiecare, afară de "școala cea mare" (6-7 săli). În această vreme se construia "școala centrală", o adevărată citadelă cu 8 săli mari (5/8m) și 2 cabinete. Elevi veneau din peste 20 sate din cercul geografic Holoșnița, Bădiceni, Cotova, Horodiște, Sudarca, Rudi, Tătărăucele, Iarova, Cremenciug (p. 73). Căminul de fete era de 4 odăi, mai jos de actuala casă de cultură. Directori erau: Alexandru Gr. Cociorva, Dimitrie Iv. Zgardan, Mihail F. Tizu (p. 73). Învățători ce încălcau programul școlar erau: Feodor Pr. Codreanu, ce i-a învățat pe elevi cântecul "Limba Noastră"; Petru N. Tincu, care în loc de istoria partidului spunea copiilor despre geți și daci, în defileul Tolocănești (1953); dn-l Guțan și Larisa P. Boieșteanu, ce ducea copii la Rudi, spunându-le altceva decât ceea ce cerea regimul (p. 83).
"Perioada lui Tizu", ce a durat 20 ani, a coincis cu apogeul dezvoltării materiale. În 1963 sătenii l-au cerut pe profesorul de istorie la curtea cârmuirii: ,,Acesta ne-a învățat copiii și ne va învăță și pe noi...". A fost și agronom, și secretar al comitetului raional de partid din Soroca (p. 57-58). În 1970 trimitea tineri la cursuri pentru studii elementare în agricultură (p. 59). Acesta a construit în sat baia și brutăria (p. 58-59); ferma de porci și ferma de lapte-marfă - 350 mii ruble (p. 60); grădinița, întreținută de colhoz și deservită de autobus; școala cu trei etaje și palatul de cultură, ultimele constând colhozul 1 mln ruble (p. 59). Tot în această vreme s-au construit școala-internat, spitalul ș.a.. Când trebuia eliberat locul de la cârmă, lumea făcea mare gălăgie. Președintele Cucu Gh.V. a construit sediul nou al primăriei, având și el o activitate rodnică. Au mai fost doi conducători până la căderea URSS.

## Demografie
Conform recensământului populației din 2004, satul Visoca avea 2.375 locuitori: 2.351 moldoveni/români, 14 ucraineni, 9 ruși și 1 persoană cu etnie nedeclarată.

## Administrație și politică
Componența Consiliului local Visoca (9 consilieri), ales la 5 noiembrie 2023, este următoarea:
|  | Partid                                       | Consilieri | Componență | Componență | Componență | Componență | Componență |
|  | -------------------------------------------- | ---------- | ---------- | ---------- | ---------- | ---------- | ---------- |
|  | Platforma Demnitate și Adevăr                | 5          |            |            |            |            |            |
|  | Partidul Acțiune și Solidaritate             | 3          |            |            |            |            |            |
|  | Partidul Socialiștilor din Republica Moldova | 1          |            |            |            |            |            |